# 陳師道
陳師道（1053年—1101年），字履常，一字無己，別號後山居士，彭城（今江蘇徐州）人，北宋詩人。 

## 生平
父陈琪，官至国子監博士通判绛州，陈琪亡後，遂家道中落。娶郭概之女為妻，師道穷到无力养家，妻女皆在岳父家就食。元丰七年（1084年），郭概提点成都府路刑狱，因师道家贫，其妻三子一女皆随郭概赴蜀，师道留长安。元佑二年（1087年），由蘇軾、曾巩等表薦，擔任亳州司戶參軍，元祐二年（1087），擔任徐州教授，同年七月任太學博士，四年，苏轼路过南京（今河南商丘），陈师道至南京送行，以擅离职守，被劾去职。五年复职，調潁州教授，绍圣元年（1094年），被目为苏轼党，謫監海陵酒稅。绍圣二年（1095年），調彭澤縣令，以母喪不赴，居家六年。元符三年（1100年）秘書省正字，徽宗建中靖國元年（1101年）十二月二十九日，到郊外皇家祠堂守靈，天寒，其妻回娘家借一大衣，師道聽說是趙挺之的大衣，大怒曰︰“汝豈不知我不著渠家衣耶！”，不穿，以病卒。

## 艺术风格
師道一生淡薄名利，閉門苦吟，有「閉門覓句陳無己」之稱。蘇門六君子之一，常與蘇軾、黄庭坚等唱和，见黄庭坚之诗，爱不释手，把自己的舊作全部烧掉，重學黃詩，每成一诗，“揭之壁间，坐卧哦咏，有窜易至月十日乃定，有终不如意者，则弃去之。”。後致力於學杜甫；方回的《瀛奎律髓》有“一祖三宗”之說，即以杜甫為祖，三宗便是黃庭堅、陳師道和陳與義。方回並說：“老杜詩為唐詩之冠，黃、陳詩為宋詩之冠。”，師道说自己做诗好像“拆东补西裳作带”，被歸類為江西詩派作家。

## 著作
著有《後山集》、《後山談叢》、《後山詩話》等。門人魏衍編有《彭城陳先生集》二十卷。

## 評价
- 宋人罗大经：“（黃）山谷云：‘闭门觅句陈无己：‘对客挥毫秦少游。’此传无己每有诗兴，拥被卧床，呻吟累日，乃能成章；少游则杯觞流行，篇咏错出，略小经意。”[12]
- 卢文绍评：“……其境皆真境，其情皆真情，故能引人之情，相与流连往复而不得自己。”
- 陈振孙称他“真趣自然”。
- 清初西崑體大家馮班認為他生硬、費解、晦澀、拙俗。
- 纪昀评其散文“简严密栗，实不在李翱、孙樵下。”[13]
- 錢鍾書稱“讀《後山集》就彷彿聽口吃的人或得病得一絲兩氣的人説話，瞧着他滿肚子的話説不暢快，替他乾着急。只要陳師道不是一味把成語古句東拆西補或者過份把字句簡縮的時候，他可以寫出極樸摯的詩。”[14]